# الاتصال عبر الألياف البصرية

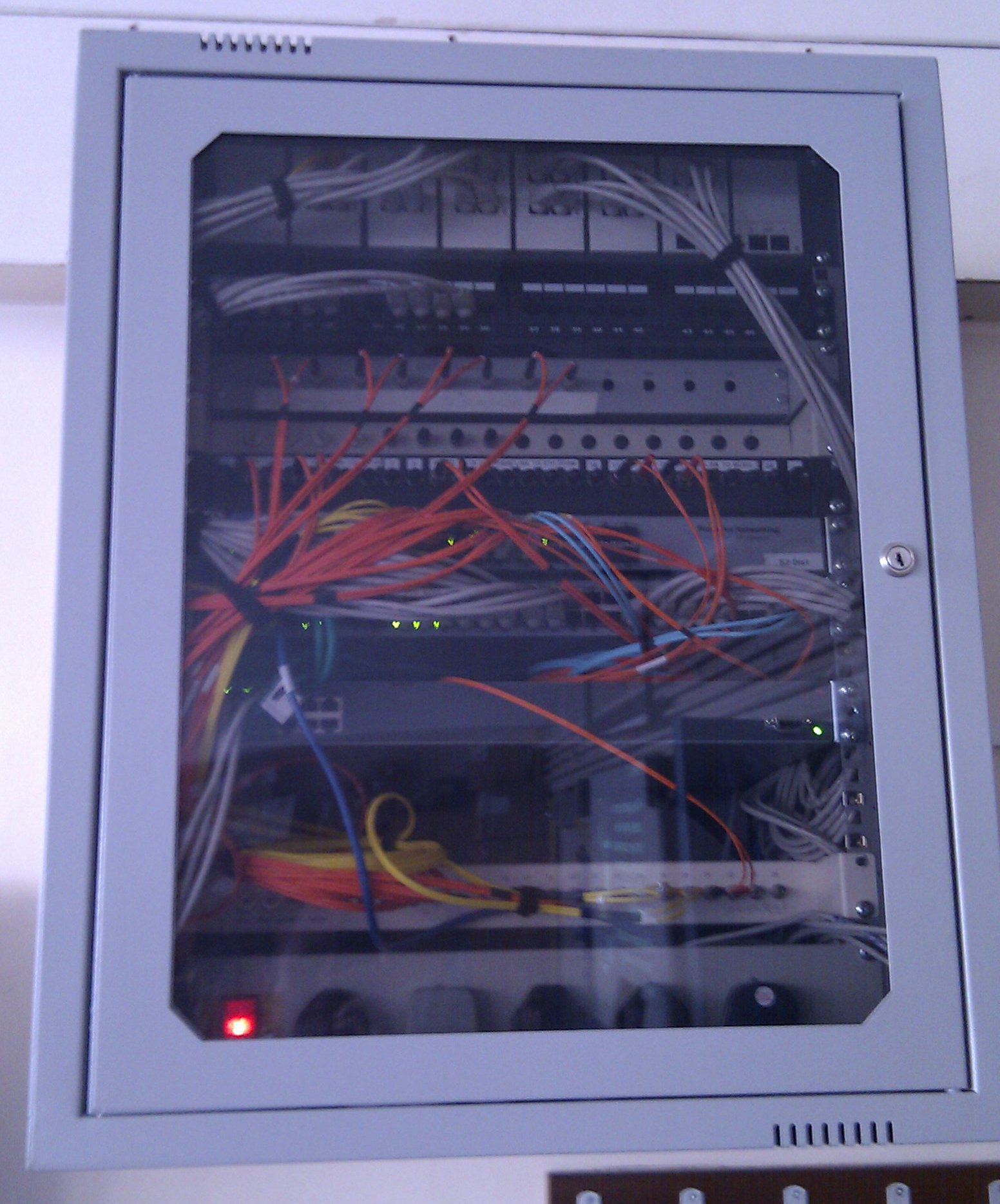
صندوق توصيل يحتوي على أسلاك ألياف بصرية.الأسلاك الصفراء مصممة لنقل شعاع بصري واحد، أما الصفراء والزرقاء فتستطيع نقل مجموعة من الأشعة في آن معًا.

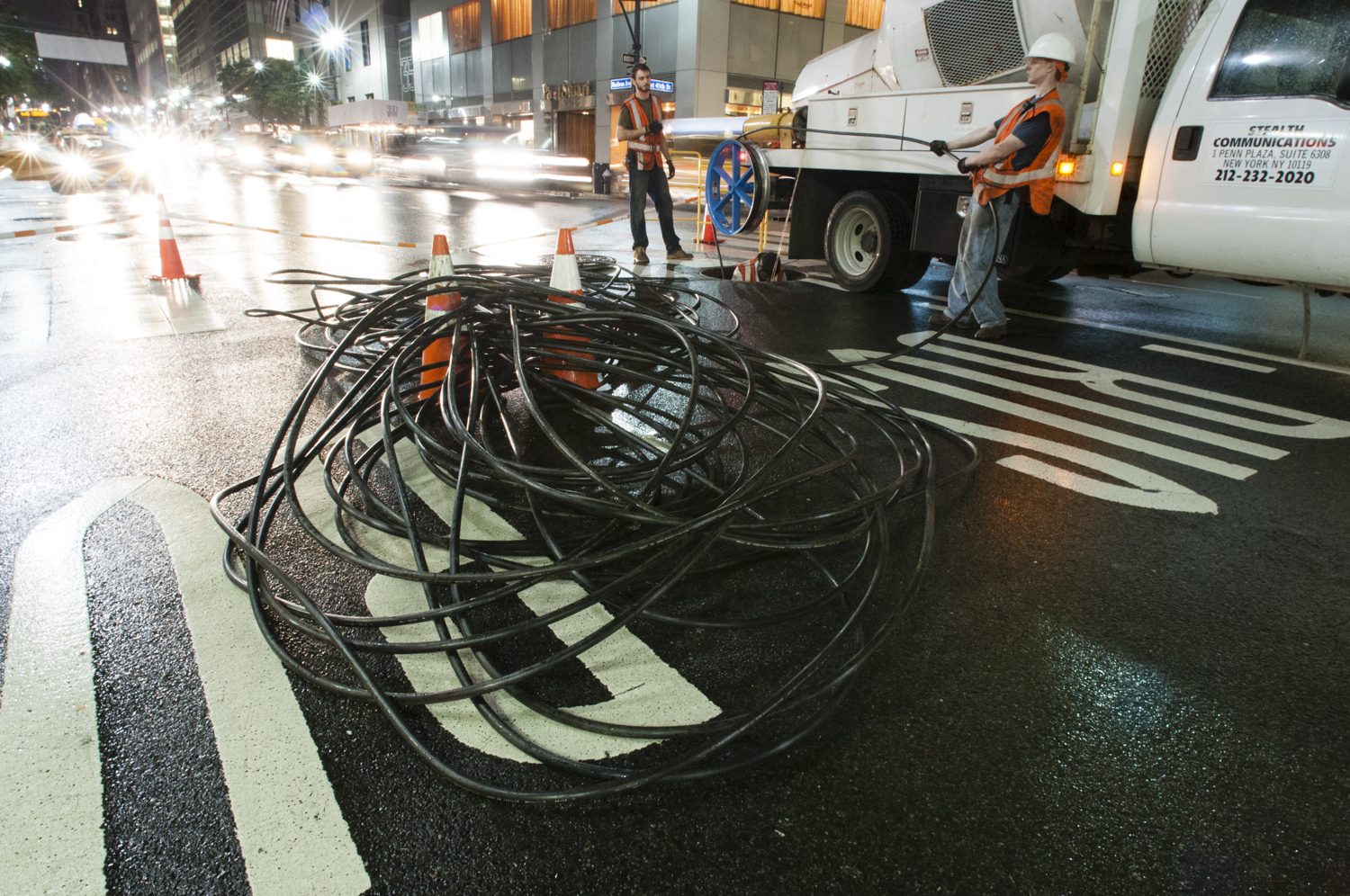

الاتصال عبر الألياف البصرية هي طريقة لنقل المعلومات من مكان إلى آخر عن طريق إرسال إشارة من الضوء من خلال مادة شفافة وتستخدم لنقل الإشارات الضوئية. يكون الضوء على شكل يحاكي موجات كهرومغناطيسية وتتضمن حمل المعلومات.

## التطبيقات
- تطبيقاته:

تستخدم الألياف الضوئية في كثير من شركات الاتصالات لنقل إشارات الهاتف، والاتصالات عبر الإنترنت وكوابل التلفاز بسبب قلة التداخل، الألياف الضوئية أكثر ميزات من الأسلاك النحاسية لمسافات طويلة وارتفاع تطبيقاتها والطلب عليه. غير أن البنية التحتية داخل المدن كانت صعبة نسبيا وتستغرق وقتا طويلا، وكانت نظم الألياف البصرية معقدة ومكلفة لتركيبها وتشغيلها وبسبب تلك الصعوبات تم تركيب أنظمة اتصالات الألياف الضوئية في المقام الأول في تطبيقات المسافات الطويلة، حيث يمكن إستخدامها لقدرتها الكاملة على النقل
مما يعوض الزيادة في التكلفة، ومن عام 2000 إنخفضت أسعار اتصالات الألياف البصرية بشكل كبير، وأصبح سعر بيع الألياف إلى المنزل حاليا أكثر فاعلية من حيث التكلفة من تشغيل شبكة من النحاس. وقد إنخفضت الأسعار إلى 850 دولارا لكل مشترك في الولايات المتحدة وأقل في بلدان مثل هولندا، حيث تكاليف الحفر منخفضة وكثافة السكان مرتفعة. ومن عام 1990 عندما أصبحت أنظمة التضخيم الضوئية متاحة تجاريا، وضعت الصناعة الاتصالات السلكيه واللاسلكيه شبكة واسعة من خطوط الاتصالات بين المدن والمتنقلة عبر المحيطات.وبحلول عام 2002 إستكملت شبكة عابرة للقارات تتألف من 250 000 كيلومتر من كابلات الاتصالات البحرية بسعة 2.56 تيرا بايت في الثانية، وعلى الرغم من أن قدرات الشبكات محددة هي معلومات متميزة، فإن تقارير الإستثمار في الاتصالات السلكية واللاسلكية تشير إلى أن قدرة الشبكة زادت بشكل كبير مند عام 2004 .

## التاريخ
في عام 1880 قام الكسندر غراهام بيل ومساعده تشارلز سمنر تينر بعمل سبق في مجال الاتصال بالالياف الضوئية، الفوتوفون (نظام الصوت البصري)، في مختبر فولتا الخاص ببيل في واشنطون دي.سي، وقد اعتبره بيل أهم اختراع له، يسمح الجهاز بنقل الصوت على شعاع من الضوء،
في 3-حزيران-1880 قام بيل باجراء أول اتصال لاسلكي هاتفي بين عمارتين، تبعدان عن بعضهما 213 متر،  تبعا لاستخدامه وسط نقل جوي، الفوتوفون لن يثبت عمليا حتى يحدث تقدم في تقنيات الليزر والألياف البصرية حتى تتم عملية النقل الآمن عن طريق الضوء، الاستخدام العملي الفعلي الأول لهذه التقنية كانت استخدامات عسكرية في أنظمة الاتصالات بعد عدة عقود لاحقة.
في عام 1954 برهن هارولد هوبكنز وناريندر ساي كاباني أنه يمكن نقل الضوء عبر ألياف الزجاج المدلفن. علما أنة في البداية كان الاعتقاد ان الضوء ينتقل عبر الوسط المستقيم فقط.
في عام 1966 اقترح تشارلز كاو وجورج هوخام الألياف الضوئية في مختبرات stc (STL) في هارلو بإنجلترا، عندما أظهرت أن الخسائر بمقدار 1000 ديسيبل / كم في الزجاج الموجود (بالمقارنة مع 5-10 ديسيبل / كم في الكبل المحوري) بسبب الملوثات التي يمكن إزالتها.
تم تطوير الألياف البصرية بنجاح في عام 1970 من قبل كورنينج لأعمال الزجاج، مع تأثيرات ضعف منخفضة بما فيه الكفاية لأغراض الاتصالات (حوالي 20 ديسيبل / كم)، وفي الوقت نفسه تم تطوير ليزر اشباه الموصلات التي كانت مضعوطة مما جعلها مناسبة لنقل الضوء عن طريق كيبلات الألياف البصرية لمسافات بعيدة.
بعد فترة من البحث بدءا من عام 1975، تم تطوير أول نظام اتصالات الألياف البصرية التجارية، والتي تعمل في طول موجة حوالي 0.8 ميكرون وتستخدم أشعة ليزرأشباه الموصلات GaAs.
ويعمل هذا النظام من الجيل الأول بمعدل بتات يبلغ 45 ميجابت/ثانية ع تباعد مكرر يصل إلى 10كم. وفي وقت قريب من يوم 22 نيسان / أبريل 1977، أرسلت الهيئهة العامة للهاتف العام والإلكترونيات أول حركة هاتفية حية من خلال الألياف البصرية بمعدل إنتاجية تبلغ 6 ميغابت / ثانية في لونغ بيتش بكاليفورنيا.
وفي تشرين الأول / أكتوبر 1973، وقعت كورنينج غلاس عقدا للتطوير مع CSELT وPirelli يهدف إلى اختبار الألياف الضوئية في بيئة حضرية: ففي أيلول / سبتمبر 1977، تم نشر الكبل الثاني في
```
سلسلة الاختبارات هذه، المسمى cos-2، خطين 9كم في تورينو لأول مرة في مدينة كبيرة، بسرعة 140 ميغابت / ثانية.
[
4
]
```

وقد تم تطوير الجيل الثاني من اتصالات الألياف البصرية للاستخدام التجاري في أوائل الثمانينيات، تعمل على موجة 1.3 ميكرومتر، وتستخدم ليزر اشباه الفلزات InGaAsP. كانت هذه الأنظمة محدودة في البداية عن طريق تشتت الألياف متعددة الأوضاع، وفي عام 1981 تم الكشف عن الألياف أحادية الأسلوب لتحسين أداء النظام إلى حد كبير، ولكن من الصعب تطوير وصلات عملية قادرة على العمل مع الألياف أحادية النمط. في عام 1984، كانت قد وضعت بالفعل كابل الألياف البصرية التي من شأنها أن تساعد على مزيد من التقدم نحو جعل كابلات الألياف البصرية التي من شأنها أن تلف العالم. كان مزود الخدمة الكندي ساسكتل قد أنجز بناء ما كان بعد ذلك أطول شبكة فيبروبتيك تجارية في العالم، والتي غطت 3,268 كم وربطت 52 مجتمعا. وبحلول عام 1987، كانت هذه الأنظمة تعمل بمعدلات بتات تصل إلى 1.7 غيغابت/ثانية مع تباعد مكرر يصل إلى 50 كم.
وكان أول كابل هاتف عبر الأطلسي لاستخدام الألياف البصرية TAT-8، على أساس تكنولوجيا تضخيم الليزر لديسورفير، وبدأت بالعمل في 1988.
وتعمل أنظمة الألياف الضوئية من الجيل الثالث عند 1.55 ميكرومتر وتسببت في خسائر تبلغ حوالي دب / كم 0,2. وقد حفز هذا التطور من خلال اكتشاف الزرنيخ الغاليوم الإنديوم وتطوير الفوتوديود إنديوم غاليوم أرسينيد من قبل Pearsall. وقد تغلب المهندسون على صعوبات سابقة مع انتشار النبض عند طول الموجة باستخدام أشعة أشباه الموصلات التقليدية InGaAsP. وقد تغلب العلماء على هذه الصعوبة باستخدام ألياف متغيرة التشتت مصممة للحد الأدنى من التشتت عند 1.55 ميكرون أو عن طريق الحد من طيف الليزر إلى وضع طولي واحد. وأتاحت هذه التطورات في نهاية المطاف لنظم الجيل الثالث العمل تجاريا عند 2.5 غب/ثانية مع تباعد مكرر يزيد على 100 كم.
واستخدم الجيل الرابع من أنظمة الاتصالات الضوئية البصرية التضخيم البصري لتقليل الحاجة إلى المكررات وتعدد الإرسال بتقسيم الطول الموجي لزيادة قدرة البيانات. وأسفر هذان التحسينان عن ثورة أدت إلى مضاعفة قدرة النظام كل ستة أشهر ابتداء من عام 1992 إلى أن تم التوصل إلى معدل بتات قدره 10 تيرابايت / ثانية بحلول عام 2001. وفي عام 2006، تم التوصل إلى معدل بتات قدره 14 تيرابايت / ثانية على مدى واحد خط 160 كم باستخدام مكبرات الصوت الضوئية.
ويركز تطوير الجيل الخامس من اتصالات الألياف البصرية على توسيع نطاق الطول الموجي الذي يمكن أن يعمل عليه نظام WDM.وتغطي نافذة الطول الموجي التقليدية، المعروفة باسم النطاق سي، مدى الطول الموجي 1.53-1.57 مكرومتر، والألياف الجافة لديها نافذة خسارة منخفضة واعدة بتمديد هذا النطاق إلى 1.30-1.65 ميكرومتر. وتشمل التطورات الأخرى مفهوم «سوليتونس البصرية»، النبضات التي تحافظ على شكلها من خلال مواجهة آثار التشتت مع الآثار غير الخطية للألياف باستخدام نبضات من شكل معين.
وفي أواخر التسعينيات وحتى عام 2000، توقع المروجون في مجال الصناعة وشركات البحوث مثل ك م أي وار اتش كي زيادة كبيرة في الطلب على عرض النطاق الترددي للاتصالات بسبب زيادة استخدام الإنترنت وتسويق مختلف الخدمات الاستهلاكية التي تعتمد على عرض النطاق الترددي مثل الفيديو حسب الطلب. حركة بيانات بروتوكول الإنترنت آخذة في الازدياد بشكل كبير، بمعدل أسرع من تطور الدوائر المتكاملة قالتيد زادت بموجب قانون مور. غير أن التوجهات الرئيسية في هذه الصناعة، منذ انفجار فقاعة دوت كوم خلال عام 2006، تتمثل في توطيد الشركات ونقل الأعمال إلى الخارج لتخفيض التكاليف. وقد استفادت شركات مثل Verizon وAT&T من اتصالات الألياف البصرية لتقديم مجموعة متنوعة من البيانات عالية الإنتاجية وخدمات النطاق العريض لمنازل المستهلكين.

## التقنية
وتشمل أنظمة اتصالات الألياف البصرية الحديثة عموما جهاز إرسال بصري لتحويل إشارة كهربائية إلى إشارة بصرية لإرسالها إلى الألياف الضوئية، وهو سلك يحتوي على حزم من ألياف بصرية متعددة يتم توجيهها من خلال قنوات ومباني تحت الأرض، وأنواع متعددة من مكبرات الصوت، ومستقبل بصري لاستعادة الإشارة كإشارة كهربائية. وتكون المعلومات المرسلة عادة معلومات رقمية تتولد عن الحواسيب وأنظمة الهاتف وشركات التلفزيون السلكية

### أجهزة الإرسال
المرسلات الضوئية الأكثر شيوعا هي أجهزة أشباه الموصلات مثل الثنائيات الباعثة للضوء (LEDs) وثنائيات الليزر. الفرق بين LEDs والثنائيات الليزر هو أن LEDs تنتج ضوء مشوش، في حين أن الثنائيات الليزر تنتج ضوء غير مشوش. وللاستعمال في الاتصالات البصرية، يجب أن تصمم أجهزة الإرسال الضوئية شبه الموصلة لتكون مضغوطة وفعالة وموثوق بها، بينما تعمل في نطاق أطوال موجية مثلى، وتشكل مباشرة بترددات عالية.
في أبسط أشكاله، LED هو منحنى p- n المنحاز إلى الأمام، ينبعث الضوء من خلال الانبعاثات التلقائية، وهي ظاهرة يشار إليها بالتألق الكهربائي. الضوء المنبعث مشوش مع عرض طيفي واسع نسبيا من 30-60 نانومتر. كما أن نقل الضوء LED غير فعال، مع حوالي 1٪ فقط [بحاجة لاقتباس] من طاقة مدخلة، أو حوالي 100 ميكرو واط، وتحويلها في النهاية إلى طاقة متحررة تم اقترانها بالألياف الضوئية. ومع ذلك، فان تصميمها بسيط نسبيا، ومصابيح LED مفيدة جدا للتطبيقات منخفضة التكلفة.
وغالبا ما تكون مصابيح (led) الاتصالات من إنزيم الفوسفات أكسيد الزنكيد الغينيوم (InGaAsP) أو زرنيخيد الغاليوم (GaAs). لأن InGaAsP LEDs تعمل على طول موجي أطول من GaAs LEDs (ميكرومتر 1.3مقابل 0.81-0.87 ميكرومتر)، أطيافها الخارجية، في حين أن ما يعادلها في الطاقة هو أوسع في الطول الموجي بعامل حوالي 1.7. ويتعرض عرض الطيف الكبير لمصابيح LEDs إلى تشتت أعلى للألياف، مما يحد بدرجة كبيرة من المسافة بين وحدات bit (مقياس مشترك للفوائد). وتكون المصابيح مناسبة أساسا لتطبيقات شبكة المنطقة المحلية بمعدلات تتراوح بين 10 و100 Mbit / s ومسافات إرسال بضعة كيلومترات. كما تم تطوير المصابيح التي تستخدم_quantum well_ عديدة لينبعث منها الضوء على أطوال موجية مختلفة على طيف واسع، وهي تستخدم حاليا لشبكات المنطقة المحلية (WDM).
اليوم، تم استبدال المصابيح LEDs إلى حد كبير من قبل أجهزة VSCEL
```
(Vetical cavity Surface Emitting Laser)، والتي توفر تحسين السرعة والطاقة والخصائص الطيفية، بتكلفة مماثلة. أجهزة VCSEL الشائعة ترتبط جيدا بالالياف المتعددة
```

ليزر أشباه الموصلات تبعث الضوء من خلال الانبعاثات المحفزة بدلا من الانبعاثات التلقائية، مما يؤدي إلى ارتفاع إنتاج الطاقة (~ 100 ميغاواط) فضلا عن فوائد أخرى تتعلق بطبيعة الضوء المتماسك. الضوء الخارج من الليزر هو اتجاهي نسبيا، مما يسمح فعالية مزدوجة عالية (~ 50٪) في الألياف أحادية النمط. كما يسمح العرض الطيفي الضيق لمعدَّلات البتَّات العالية لأنه يقلل من تأثير التشتت اللوني. وعلاوة على ذلك، يمكن تشكيل أشباه الموصلات مباشرة على ترددات عالية بسبب الوقت القصير في إعادة التركيب .
وتشمل الفئات شائعة الاستخدام من أجهزة الإرسال (أشباه موصلات الليزر) المستخدمة في الألياف الضوئية VCSEL (Vertical-Cavity Surface-Emitting Laser)
Fabry–Pérot and DFB (Distributed Feed Back)(Cavity Surface-Emitting Laser), .
ثنائيات الليزر هي في كثير من الأحيان ذات تضمين مباشر، وهذا الناتج الخفيف يتحكم به عن طريق تيار يتم تطبيقه مباشرة على الجهاز. وبالنسبة لمعدلات البيانات العالية جدا أو وصلات المسافات الطويلة جدا، يمكن تشغيل مصدر ليزر ذو موجات مستمرة، والضوء المشكل بواسطة جهاز خارجي، ومغير بصري، مثل مغير امتصاص الكهربية أو مقياس تداخل Mach-Zehnder. ويزيد التشكيل الخارجي من مسافة الوصلة التي يمكن تحقيقها عن طريق القضاء على تشرب الليزر، الذي يوسع عرض خط الليزر المتضمنة مباشرة، مما يزيد من التشتت اللوني في الألياف.
جهاز الإرسال والاستقبال هو جهاز يجمع بين جهاز إرسال وجهاز استقبال في مسكن واحد .

### أجهزة الاستقبال
أجهزة الإستقبال:
المكون الرئيسي لمستقبل بصري هو كاشف الصور، وهو يحول الضوء إلى كهرباء باستخدام تأثير الصورة الكهربائية.
ويتم الكشف عن الصور الأساسية للإتصالات السلكية واللاسلكية من الزرنيخ، الغاليوم، الإنديوم وكاشف الصورة هو عادة الضوئية القائمة على أشباه الموصلات، وتشمل عدة أنواع من الثنائيات الصورة n-p صور الثنائيات، p-i-n صورة الثنائيات، والانفجارات صورة الثنائيات.
وتستخدم أيضا أجهزة الكشف الضوئي المعدنية (أشباه الموصلات المعدنية) (msm) بسب ملائمتها لتكامل الدائرة في مجدد ومضاعفات تقسيم الطول الموجي.
وعادة ما تقارن المحولات الضوئية الكهربائية بمكبر للصوت المعاكس ومضخم الحد لإنتاج إشارة رقمية في المجال الكهربائي من الإشارة الضوئية الواردة التي قد تكون موهنة ومتشوهة أثناء المرور عبر القناة. ويمكن أيضا معالجة المزيد من الإشارات مثل استعادة مدار الساعة من البيانات (cdr) التي تقوم بها حلقة مقفلة الطور قبل أن يتم تمرير البيانات.ية التحتي

### أنواع كوابل الالياف البصرية
كيبل الالياف البصرية يتكون من نواة، غطاء وغطاء آخر اللذي يعتبر كطبقة حماية خارجية.
إن الغطاء الداخلي يعمل على توجيه الضوء خلال النواة عن طريق استخدام نظرية الانعكاس الداخلي الكامل. يُصنع اللب والغطاء عادةً من زجاج السيليكا عالي الجودة، ولكن ممكن أن يصنع من البلاستيك، يتم توصيل اثنين من الألياف البصرية إما عن طريق اللحم أو التوصيل الميكانيكي. إن آلية التوصيل تتطلب مهارات خاصة وتكنولوجيا توصيلات داخلية، وذلك لأن الدقة المجهرية مطلوبة عند صف أنوية الألياف ستخدم نوعان أساسيان من الألياف البصرية في الاتصالات البصرية، وهم: ألياف بصرية متعددة، وألياف بصرية آحادية. إن الألياف البصرية المتعددة لها نواة أكبر، وتعطي دقة أقل، كما أنها تتصل بأجهزة الإرسال الرخيصة، بالإضافة إلى موصلات رخيصة.
تعطي الألياف البصرية المتعددة تشويش الذي بالعادة يعمل على الحد من طول وعرض الرابط، بالإضافة إلى ذلك تكون أسعار الألياف البصرية المتعددة باهظة الثمن بسبب محتوى الدوبانت العالي.
أنا نواة الألياف البصرية الآحادية فتعد أصغر، وتتطلب مكونات وطرق توصيل داخلية غالية الثمن، ولكن تعطي روابط ذات أداء أعلى وأطول.
لوضع الألياف في هيئة منتج تجاري، يُقام بتغليفها بطبقة حماية عن طريق استخدام الأشعة فوق البنفسجية، وموصلات الألياف البصرية، لتصبح في النهاية كيبل قابل للاستخدام. بعد ذلك يمكن وضعها في الأرض أو داخل جدران المباني أو استخدامها جويا (نفس استخدام الكيبلات النحاسية).
لا تتطلب هذه الألياف أعمال صيانة دوريا كما الحال في الاسلاك الشائعة حاليا.

### تقسيم الطول الموجي بتعدد الإرسال
هي عملية مضاعفة سعة الالياف البصرية باستخدام قنوات متوازية، بحيث تكون كل قناة مخصصة لطول موجي محدد للضوء، وهذا يتطلب متعدد إرسال مقسم للطول الموجي في معدات البث وموحد إرسال (اساسيا مطياف) في جهاز الاستقبال . الشرائط الموجية تستخدم لتقسيم وتوحيد الموجة في هذا النوع . استخدام تقسيم الطول الموجي بتعدد الإرسال أصبح متاح تجارياٌ، عرض النطاق للالياف يمكن تقسيمه ل 160 قناة لدعم معدل البتات في نطاق 1.6 تيرابت في كل ثانية .

## معاملات

### عرض النطاق – منتج المسافة
ولأن تأثير التشتت يزداد مع طول الألياف، فإن نظام إرسال الألياف يتميز في كثير من الأحيان بمنتج النطاق الترددي الذي يعبر عنه عادة بوحدات ميغاهيرتز · كم. وهذه القيمة نتاج عرض النطاق الترددي والمسافة لأن هناك مفاوضا بين عرض نطاق الإشارة والمسافة التي يمكن حملها. فعلى سبيل المثال، يمكن للألياف متعددة النمط الشائعة ذات عرض النطاق الترددي مسافة 500 MHZ· كم أن تحمل إشارة مهز 500 كم 1 أو إشارة مهز 1000 لمسافة 0,5 كم.
يبحث المهندسون عن  سبل تحسين اتصالات الألياف البصرية، ويجري حاليا البحث في العديد من هذه القيود 
التشتت
وبالنسبة للألياف الضوئية الزجاجية الحديثة، فإن مسافة الإرسال القصوى لا تقتصر مباشرة على امتصاص المواد بل على عدة أنواع من التشتت أو انتشار النبضات الضوئية أثناء سفرها على خلال الألياف. ويتسبب التشتت في الألياف البصرية عن طريق مجموعة متنوعة من العوامل. تشتت الوسائط المتعددة، والناجمة عن سرعات محورية مختلفة من وسائط مستعرضة مختلفة، يحد من أداء الألياف متعددة النمط. لأن الألياف أحادية النمط تدعم وضع مستعرض واحد فقط، ويتم التخلص من التشتت المتعدد الوسائط
يكون الاداء في الالياف أحادية النمط محدودا بشكل اساسي من التشتت اللوني (ويسمى أيضا تشتت سرعة المجموعة)، والذي يحدث لأن مؤشر الزجاج يختلف قليلا اعتمادا على الطول الموجي للضوء، والضوء من المرسلات الضوئية الحقيقية التي من الضروري ان يكون العرض الطيفي لها غير صفريا (بسبب التضمين). يسبب تشتت نمط الاستقطاب، مصدر آخر للقيود، لأنه على الرغم من أن الألياف أحادية النمط يمكن أن تدعم وضع مستعرض واحد فقط، فإنه يمكن أن تحمل هذا الوضع مع اثنين من الاقطاب المختلفة، وعيوب طفيفة أو تشوهات في الألياف يمكن أن يغير سرعات الانتشار للقطبين. وتسمى هذه الظاهرة الانكسار المزدوج للألياف ويمكن أن تكون مضادة من خلال الحفاظ على استقطاب الألياف البصرية. ويحد التشتت من عرض نطاق الألياف لأن النبض البصري المنتشر يحد من معدل النبضات التي يمكن أن تتبع بعضها البعض على الألياف ولا يزال يمكن تمييزها عند المستقبل
ويمكن إزالة بعض التشتت، مثل التشتت اللوني، بواسطة «معادل التشتت». هذا يحدث باستخدام طول أعد خصيصا من الألياف التي لديها تشتت معاكس لتلك التي تتضمنها ألياف الانتقال، وهذا يشحذ النبض بحيث يمكن فك الشيفرة بشكل صحيح من قبل الالكترونيات.

### أنواع أسلاك الألياف البصرية
التواصل عن طريق الألياف الضوئية:
طريقة نقل المعلومات من مكان إلى آخر عن طريق إرسال إشارة من الضوء من خلال مادة شفافه وتستخدم لنقل الإشارات الضوئية .يكون الضوء على شكل يحاكي موجات كهرومغناطيسية وتتضمن حمل المعلومات .
الألياف الضوئية هي المفضلة على الكوابل الكهربائية بسبب:
1.عرض نطاقه.
2.المسافات الطويلة.
3.الحماية من التداخل الكهرومغناطيسي.
يتم استخدام الألياف الضوئية عن طريق عدد من شركات الاتصالات لنقل إشارات الأجهزة وكوابل التلفاز.
الباحثون في مختبر (bell) تمكنو من الوصول إلى سرعة إنترنت تصل إلى 100/peta bit/km باستخدام الالياف الضوئية.
لأول مرة وضعت الألياف البصرية عام (1970) وأحدثت ثوره في صناعة الاتصالات ولعبت دورا رئيسيا في ظهور عصر المعلومات، والسبب يعود إلى مميزات الألياف الضوئية القادرة على النقل الكهربائي وقد حلت إلى حد كبير استبدال الاتصالات عن طريق الأسلاك النحاسية في العالم المتقدم.
إن عمليه الاتصالات باستخدام الألياف البصرية تحتوي على الأساسيات التالية :
1.خلق إشارة بصرية على جهاز الإرسال، عادة من إشارة كهربائية.
2. ترحيل الإشارات على طول الألياف مع ضمان ان الإشارات لا تصبح مشوهة أو ضعيفة.
3.إستقبال الإشارات البصرية.
4.تحويل الإشارة إلى إشارة كهربائية.

### المضخِّم
```
مسافة الإرسال لنظام اتصالات الألياف الضوئية كان تقليديا محدودا بتوهين وتشوه الألياف. وباستخدام مكررات البصريات الالكترونية، تم القضاء على هذه المشاكل. هذه المكررات تحول الإشارة إلى إشارة كهربائية، ثم تستخدم جهاز إرسال لإرسال الإشارة مرة أخرى بكثافة أعلى مما تم استلامه، مما يحد من الخسارة المتكبدة في الجزء السابق. وبسبب التعقيد المرتفع للإشارات المعززة بتقسيم الطول الموجي الحديث (بما في ذلك حقيقة أنه يتعين تركيبها مرة واحدة كل 20 كم)، فإن تكلفة هذه المكررات مرتفعة جدا.
```

وهناك نهج بديل هو استخدام المضخم البصري، الذي يضخم الإشارة البصرية مباشرة دون الحاجة إلى تحويل الإشارة إلى المجال الكهربائي. وهي مصنوعة من خلال تحفيز الطول الموجي لها بعنصر الاربيوم لتقويتها وهو من الفلزات الارضية النادرة، وضخها مع ضوء من ليزر مع طول موجي أقصر من إشارة الاتصالات (عادة 980 نانومتر). وقد حلت المضخمات مكان المكررات في التركيبات الجديدة.